# Johann Jakub Patz
Johann Jacob Patz (zm. 22 listopada 1795) – saski Chargé d’affaires w Rzeczypospolitej od 13 października 1792 do 22 listopada 1795, wolnomularz.
22 listopada 1795 roku Patz zmarł na swym posterunku. Pochowano go na warszawskim cmentarzu ewangelickim